# Pla d'Espais d'Interès Natural
El Pla d'Espais d'Interès Natural o PEIN, aprovat pel Govern de la Generalitat de Catalunya, és una configuració legal que té per objecte la delimitació i l'establiment de les mesures necessàries per a la protecció bàsica dels espais naturals, la conservació dels quals cal assegurar, d'acord amb els valors científics, ecològics, paisatgístics, culturals, socials.

## Història
El PEIN va ser aprovat pel Decret 328/1992, de 14 de desembre pel govern de Jordi Pujol, i reeditat el 1996. Té els seus orígens en la determinació legal que fa la Llei 12/1985, de 13 de juny, d'espais naturals, modificada posteriorment per la Llei 12/2006, de 27 de juliol, de mesures en matèria de medi ambient.
La situació final del PEIN a Catalunya fins a l'any 2005 incloïa 144 espais d'interès natural que abastaven 648.065 ha; tanmateix, amb l'aprovació al setembre del 2006 de la proposta catalana de la Xarxa Natura 2000, el PEIN experimentà un creixement destacat de la seva superfície total i el seu nombre d'espais, ja que, d'acord amb la Llei 12/2006, de mesures en matèria de medi ambient, la declaració d'una zona d'especial conservació (ZEC) o d'una zona d'especial protecció per a les aus (ZEPA) implica la seva inclusió automàtica en el PEIN. Això fa que, actualment (2014), 1.105.002 ha (un 31,7% del territori català) formin part del PEIN, a més d'incloure 86.473 ha d'espais marins.

## Objectius
Els objectius establerts en la llei 12/85 són els següents:
- Protecció dels recursos naturals. Aquesta protecció s'estructura al voltant dels ecosistemes i la preservació de la diversitat biològica.

- Arrelament de la població afectada, per mitjà del foment de l'agricultura, la silvicultura i la ramaderia, que permetin mantenir la diversitat paisatgística i el sosteniment de les comunitats rurals.

- Turisme verd. Foment de les infraestructures, equipaments i activitats relacionades amb el turisme en les zones protegides, a fi d'orientar el seu desenvolupament compatible amb la protecció, i facilitar activitats econòmiques a les comunitats residents.

- Foment de la investigació dels sistemes naturals a fi de millorar el seu coneixement, per tal de racionalitzar la seva gestió.

- Activitats pedagògiques. Els espais naturals són un marc ideal per la realització d'activitats pedagògiques relacionades amb les ciències naturals i l'ecologia.[4]

## Normes
Les normes del PEIN estableixen un règim de protecció bàsic aplicable en la totalitat del seu àmbit. Hi ha algunes activitats que tenen normatives particulars dintre dels espais PEIN:
- Règim urbanístic del sòl no urbanitzable
- Restricció de la circulació motoritzada amb finalitats esportives
- Regulació de les activitats extractives d'acord amb la Llei 12/1981
- Submissió de determinades obres al tràmit d'avaluació d'impacte ambiental

## Els Espais Naturals de Protecció Especial
El règim bàsic de protecció establert pel PEIN hauria de completar-se en cada espai o conjunt d'espais mitjançant:
- la formulació d'un plan especial de protecció del medi natural i el paisatge.
- la incorporació a una figura de protecció de caracter europeu (ZEPA, xarxa Natura 2000).
- la declaració d'espais naturals de protecció especial (ENPE).

La declaració d'un ENPE, d'acord amb les categories que figuren en la mateixa Llei d'Espais Naturals de 1985 (parcs nacionals, paratges naturals d'interès nacional, reserves (parcials o integrals) o parcs naturals), fa que els espais passin a tenir una regulació jurídica pròpia i una gestió individualitzada per a preservar-los i potenciar-los. Les categories d'espais naturals de protecció especial a Catalunya són les següents:
| ENPE                                      | Categoria UICN                            |
| ----------------------------------------- | ----------------------------------------- |
| Reserva natural integral (RNI)            | Ia (Reserva natural estricta)             |
| Parc nacional (PNC)                       | II (Parc nacional)                        |
| Paratge natural d'interès nacional (PNIN) | III (Monument natural)                    |
| Reserva natural parcial (RNP)             | IV (Àrea de gestió d'hàbitats o espècies) |
| Parc natural (PNT)                        | V (Paisatge terrestre o marí protegit)    |
| Reserva natural de fauna salvatge (RNFS)  | V (Paisatge terrestre o marí protegit)    |

Analitzant la seva definició i els objectius de gestió es pot establir una correspondència bastant clara amb les categories de gestió de l'UICN, encara que no han estat establertes de manera oficial i se'n podria discutir la seva adscripció (sobretot pel que fa a les categories inferiors).

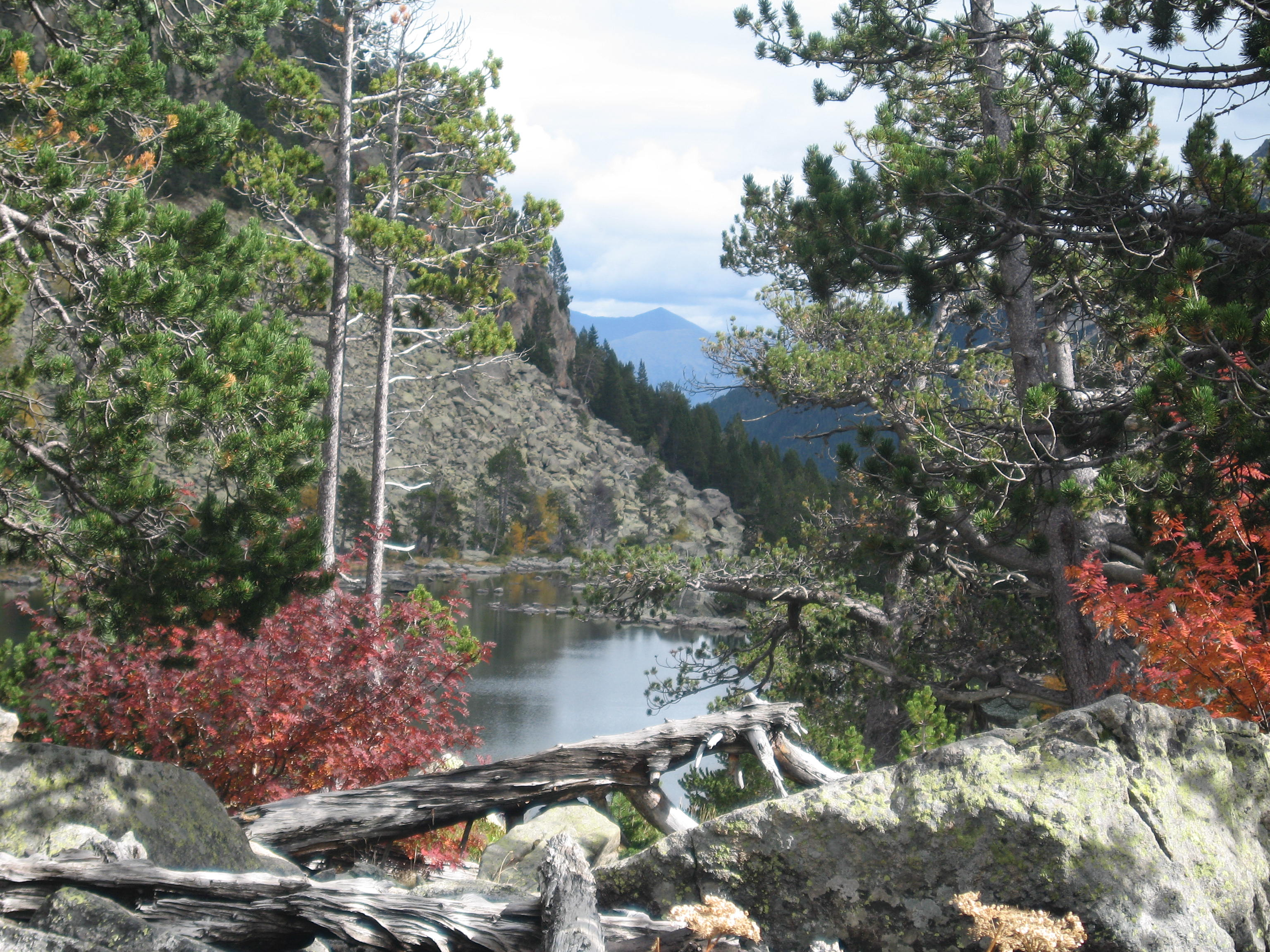
Parc nacional d'Aigüestortes i Estany de Sant Maurici
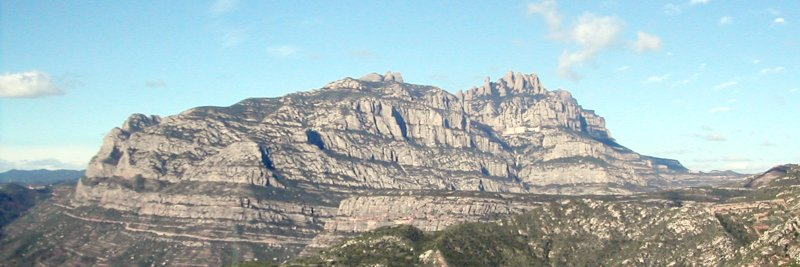
Montserrat
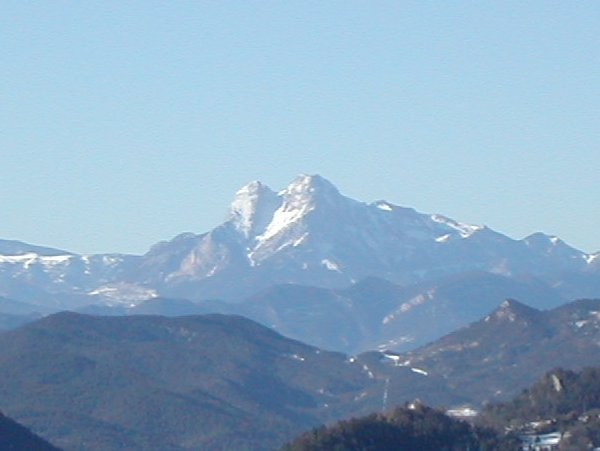
El Pedraforca
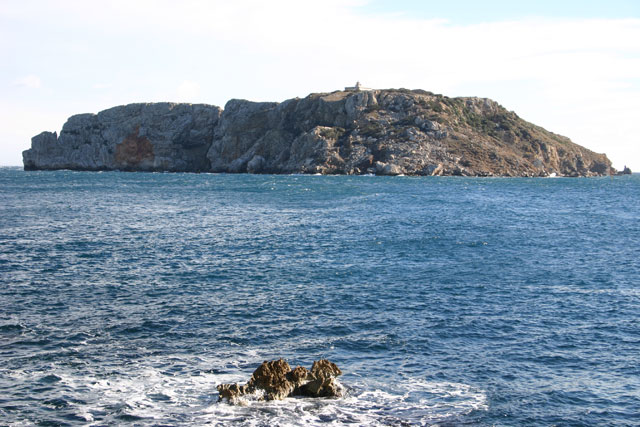
Les Illes Medes

## Espais inclosos
El Pla d'espais d'interès natural va ser aprovat l'any 1992. En la reedició dels documents del Pla efectuada l'any 1996 hi havien 144 espais protegits.
Amb la declaració de zones especials de conservació d'hàbitats i espècies que integren la xarxa Natura 2000 de la Unió Europea, s'ha establert una complicada arquitectura de protecció d'espais. Això ha motivat la necessitat d'harmonització de manera que tots els espais derivats de la xarxa Natura 2000 s'han inclòs en el Pla d'espais d'interès natural.
A principi de l'any 2014, el sistema d'espais naturals protegits de Catalunya està constituït per 182 espais naturals. La superfície terrestre acumulada d'aquests espais és de 960.102 hectàrees i equival, aproximadament, al 30% del territori. Els espais marins sumen una superfície de 77.818 ha.